# Michelbach (Gaggenau)
Michelbach ist ein Stadtteil von Gaggenau im baden-württembergischen Landkreis Rastatt. Der einst selbständige Ort, im Jahr 1102 erstmals erwähnt, wurde zum 1. Januar 1975 zu Gaggenau eingemeindet. Die frühere Gemeinde hatte eine Fläche von 6,20 km².

## Lage und Verkehrsanbindung
Michelbach liegt nordöstlich der Kernstadt Gaggenau an der Landesstraße L 613 im Tal des Michelbachs, eines rechten Zuflusses der Murg im Nordschwarzwald. Es fährt regelmäßig ein Bus der Linie 253 nach Gaggenau (Bahnhof) oder in die andere Richtung nach Moosbronn und Freiolsheim. Nordöstlich erhebt sich der 612 m hohe Mahlberg, nordwestlich der Hausberg Bernstein (694 m) mit dem Bernsteinfels. Die engste Stelle des Landes Baden, die sogenannte Wespentaille, befand sich bei Michelbach.

## Sehenswürdigkeiten
Michelbach ist als liebevoll gepflegtes Fachwerkdorf mit historischem Ortskern Preisträger in Ortsverschönerungswettbewerben. Sehenswert sind das Heimatmuseum, der Dorflehrpfad/Rundweg (ca. 15 km) die Pfarrkirche mit historischem Wehrturm sowie der Pfarrgarten mit historischem Ziehbrunnen. Der Historische Grenzweg Michelbach–Moosbronn–Bernbach folgt der alten badisch-württembergischen Landesgrenze.

## Söhne und Töchter
- Kuno von Michelbach (* im 11. Jahrhundert; † 1128), zwischen 1100 und 1123 ein vom Kaiser eingesetzter Fürstbischof von Straßburg
- Burchard von Michelbach (* im 12. Jahrhundert; † 1162), von 1141 bis 1162 Fürstbischof von Straßburg
- Friedrich Rittinger (1833–1897), kanadischer Verleger